# Секерезада, или Зима лесных людей

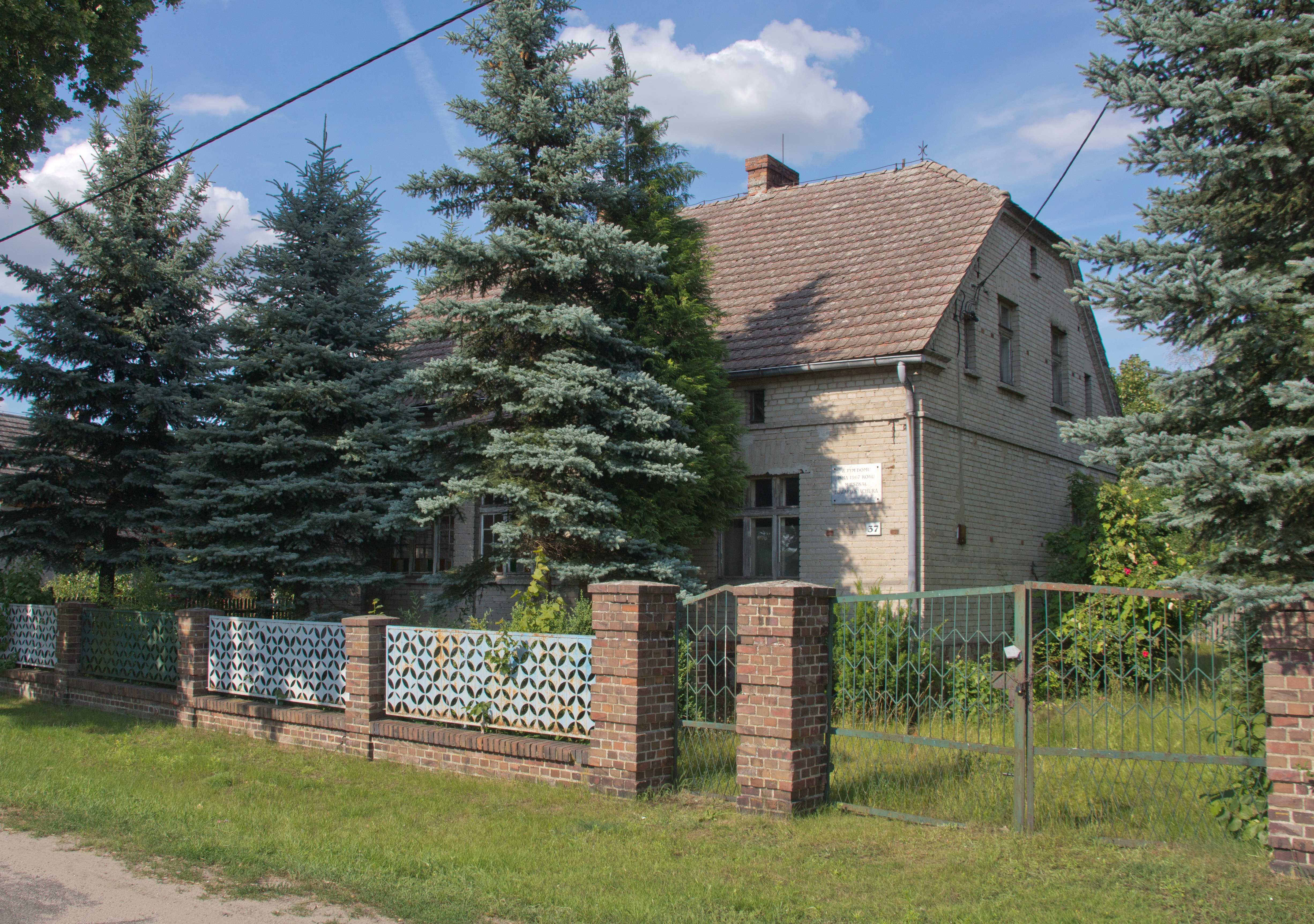
Дом в Гроховице, в котором жил Эдвард Стахура, работая зимой на вырубке деревьев и запоминая увиденное для своего романа

«Секереза́да, или Зима лесных людей» (пол. Siekierezada albo Zima leśnych ludzi) — роман Эдварда Стахуры 1971 года, за который автор получил Премию имени Станислава Пентака в 1972 году. В энциклопедии PWN книга названа одним из самых известных произведений польской литературы.

## Содержание
Главный герой романа, Я́нек Праде́ра (пол. Janek Pradera), хочет сбежать от нынешнего вида своей жизни и устраивается на работу лесорубом где-то на Западных землях — на территориях, полученных Польшей в результате Второй мировой войны. В лесной глуши, вдали от цивилизации, Янек проводит время, усердно работая и размышляя о природе и повседневных делах. Он знакомится с местными жителями, в основном с переселенцами, и быстро заводит с ними дружбу. Главный герой работает, пьёт и развлекается с ними. Для него эта простая жизнь совершенно очаровывающая, но она не позволяет ему полностью сбежать от старых проблем и тоски.

## Стиль автора
В описании событий Эдвард Стахура нестандартно подбирает слова и знаки препинания, а также использует множество эпитетов. Действия как такового в сюжете немного: рассказчик делает многочисленные отступления и перескакивает с темы на тему.

## Фильм
Роман лёг в основу фильма 1985 года, снятого режиссёром Витольдом Лещиньским, под тем же названием — Секерезада.